# Завальнюк Володимир Васильович
Володи́мир Васи́льович Завальню́к  — український науковець-теоретик права, доктор юридичних наук (2019), професор (2006), Заслужений юрист України (2011), Відмінник освіти України (2007), ректор Національного університету «Одеська юридична академія» (2007—2010, 2011—2018), заступник голови Ради ректорів ВНЗ Одеського регіону, член Вищої ради юстиції (квітень 2007 — травень 2013).

## Біографічна довідка
Завальнюк Володимир Васильович народився 10 лютого 1964 року в с. Озірна Звенигородського району Черкаської області.
Трудову діяльність розпочав 8 червня 1983 року (служба в рядах Радянської Армії, учасник бойових дій). У 1986—1991 роках був студентом юридичного факультету Одеського державного університету ім. І. І. Мечникова.
Кандидатську дисертацію захистив 2 квітня 1994 року на тему «Загальнотеоретичні основи державно-правового управління якістю навколишнього середовища».
З 1998 року — доцент кафедри теорії держави і права Одеської державної юридичної академії. Того ж року був призначений на посаду заступника декана факультету державного управління та міжнародно-правових відносин Одеської державної юридичної академії.
У лютому 2005 р і по вересень 2007 р. був директором Інституту підготовки професійних суддів Одеської національної юридичної академії.
У 2006 р. Завальнюку В. В. було присвоєно вчене звання професора по кафедрі теорії держави і права, в 2007 р. призначається на посаду ректора Одеської державної юридичної академії. У цьому ж році був обраний членом Вищої ради юстиції України.
З 28 вересня по 7 грудня 2010 р. — виконувач обов'язків ректора Національного університету «Одеська юридична академія».
З вересня 2010 р. по квітень 2011 р. — проректор з науково-організаційної роботи Національного університету «Одеська юридична академія».
З 29 квітня 2011 р. по 11 травня 2018 р. — ректор Національного університету «Одеська юридична академія».
Має державні нагороди: «Відмінник освіти України», 2007 р.; був нагороджений почесною грамотою Міністерства освіти і науки України; а також відмінністю Голови Одеської обласної державної адміністрації, присвоєно почесне звання «Заслужений юрист України» в 2011 р.
Указом Президента України № 27/2014 від 22 січня 2014 року «Про відзначення державними нагородами України з нагоди Дня Соборності та Свободи України» за значний особистий внесок у соціально-економічний, науково-технічний, культурно-освітній розвиток Української держави, вагомі трудові досягнення, багаторічну сумлінну працю був нагороджений орденом «За заслуги» ІІІ ступеня.

## Основні праці
Сфера наукових інтересів охоплює загальну теорію права, філософію права, а також антропологічні аспекти правового розвитку.
1. Завальнюк В. В. Загальнотеоретичні основи державно-правового управління якістю навколишнього середовища: автореферат дис. … канд. юрид. наук : 12.00.01 Теорія та історія держави і права. Історія політ. і правових вчень. — Одеса: Б. в., 1994. — 20 с.
2. Завальнюк В. В. Метод історизму в юридичній науці // Актуальні проблеми держави і права. — 1998. — С. 25—32.
3. Завальнюк В. В. Природні права людини в антропологічних дослідженнях // Актуальні проблеми держави і права. 2008. — Вип.40. — С. 203—208.
4. Завальнюк В. В. Судовий плюралізм: легалізована та делегалізована юстиція // Актуальні проблеми держави і права. — 2009. — Вип. 49. — С. 151—156.
5. Завальнюк В. В. Антропологічний підхід у цивілістичних дослідженнях // Митна справа. — 2011. — № 1. — С. 113—117.
6. Завальнюк В. В. Дослідження проблематики статі — найвищий рівень досягнень юриспруденції ХХ століття // Митна справа. — 2013. — № 5. — С. 3—11.
7. Завальнюк В. В.